# Arhopala meritatas
Arhopala meritatas är en fjärilsart som beskrevs av Corbet 1941. Arhopala meritatas ingår i släktet Arhopala och familjen juvelvingar. Inga underarter finns listade i Catalogue of Life.